# Szabla wz. 1917
Szabla wz. 1917 – pierwsza polska szabla używana w Wojsku Polskim II Rzeczypospolitej.

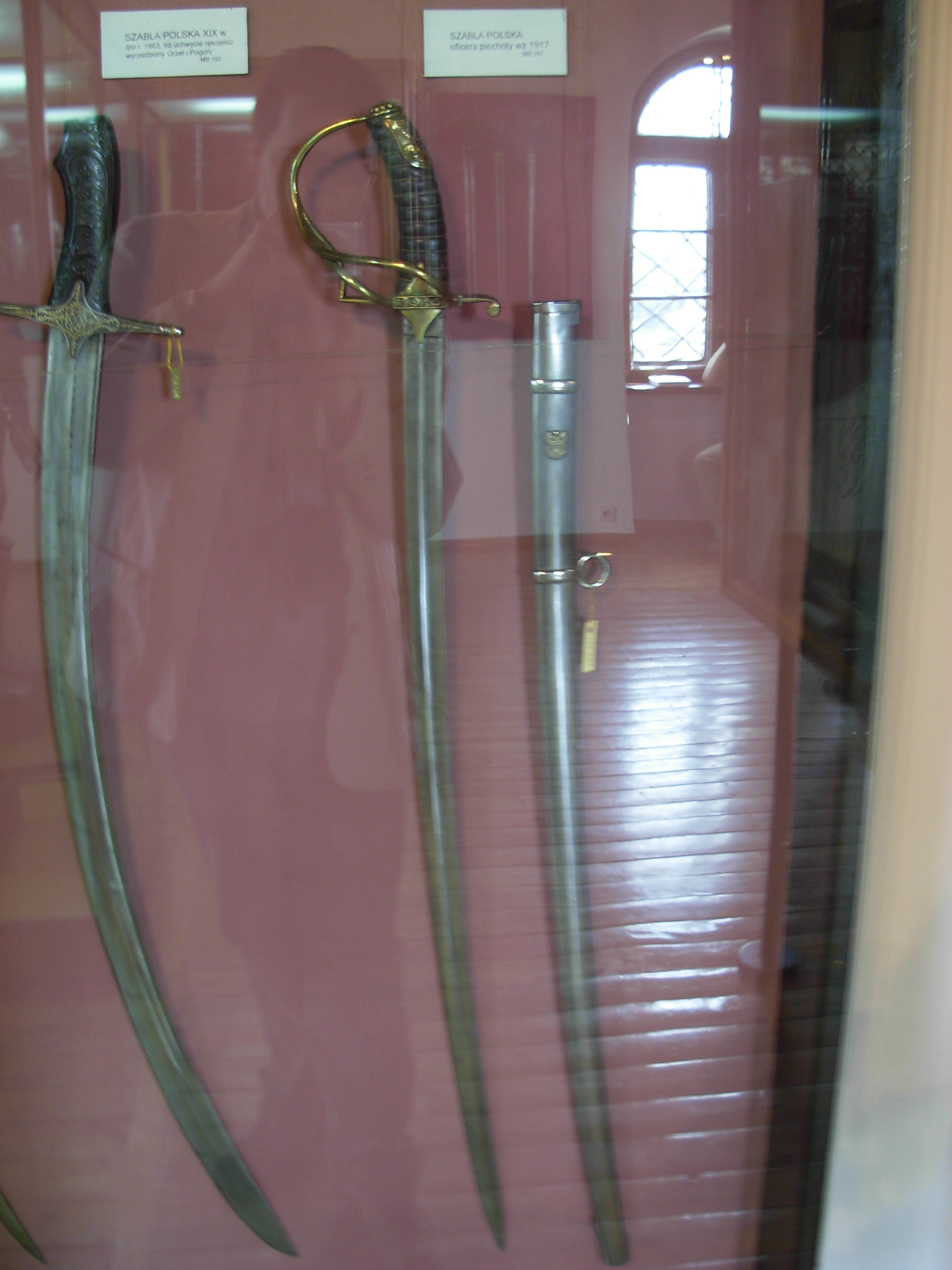
Po prawej szabla wz. 1917 oficera piechoty

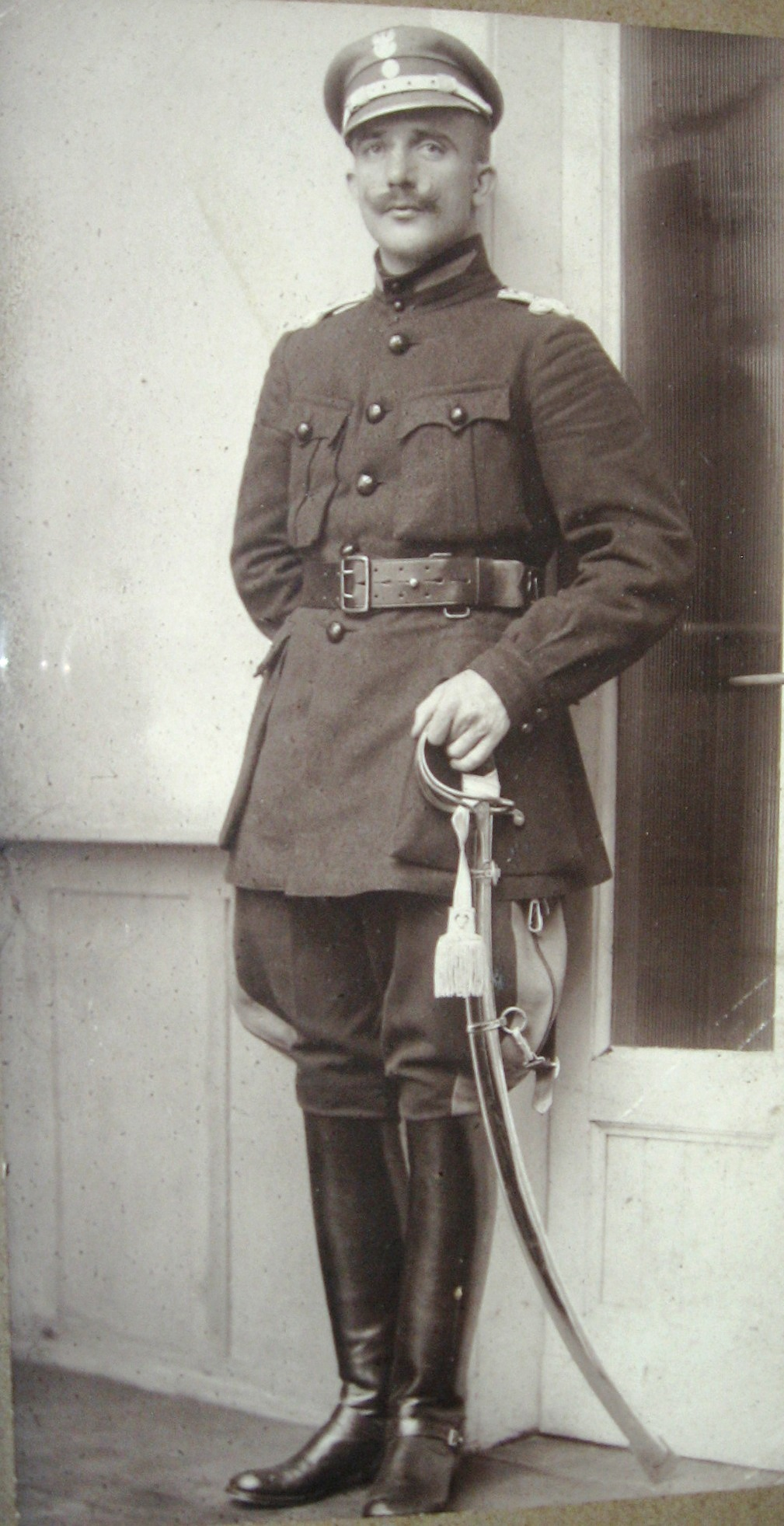
Oficer kawalerii „przy szabli” wz. 1917

Formę szabli wz. 1917 określiły wydane przez Departament Wojskowy Tymczasowej Rady Stanu Przepisy i instrukcje, umundurowanie wojsk polskich. Dotyczyły one, formowanej pod protektoratem Niemiec, Polskiej Siły Zbrojnej.
Przepisy przewidywały, że będą noszone szable biało metalowe lub oksydowane z gardami polskimi.
Od listopada 1918 weszły do uzbrojenia Wojska Polskiego jako szable regulaminowe.
Dokument określający wzór szabli wz. 1917 określał jedynie budowę rękojeści tej szabli, gdyż nowo powstała II Rzeczpospolita nie miała wystarczająco środków na produkcję odpowiedniej liczby głowni - pozwalało to na wykorzystanie głowni z szabel zagranicznych które były montowane w rękojeści szabli wz. 1917. Najczęściej używane głownie pochodziły z szabel austrowęgierskich oraz z szabel rosyjskich, oraz wiele innych rozmaitego pochodzenia.

## Szabla wz. 1917 oficera piechoty
Szabla tego wzoru przysługiwała oficerom wszystkich broni oprócz artylerii, kawalerii i taborów. Autorem był prawdopodobnie porucznik Kazimierz Młodzianowski lub Wojciech Jastrzębski. Pierwsze egzemplarze wykonały Zakłady Zieleniewskiego w Krakowie. Zachowała się szabla pamiątkowa podpułkownika Władysława Sikorskiego datowana na 27 czerwca 1916.
Typowa szabla tego wzoru posiadała drewnianą rękojeść, przeważnie powlekaną czarną skórą, z poprzecznymi karbowaniami wypełnionymi podwójnie splecionym, mosiężnym drutem, krzyżowo-kabłąkowym jelcem z trójkątnymi wąsami. Od kabłąka głównego odchodzą od strony zewnętrznej dwa obłęki boczne. Kapturek z warkoczem z blachy mosiężnej zamocowany na trzpieniu pomiędzy trzonem a zakończeniem kabłąka, na nim wytłaczany polski orzeł w koronie na tarczy Amazonek. Na jelcu grzbietowym od strony głowni znak producenta.

## Szabla wz. 1917 oficera kawalerii
Szabla tego typu przysługiwała oficerom artylerii, ułanów i taborów.
Typowa szabla tego wzoru posiadała drewnianą rękojeść długości około 12 cm powlekaną czarną skórą z 8-10 poprzecznymi karbowaniami wypełnionymi podwójnie splecionym mosiężnym drutem.

## Szabla wz. 1917 podoficera kawalerii
Szabla tego typu przysługiwała podoficerom artylerii, ułanów i taborów.
Typowa szabla tego wzoru posiadała drewnianą rękojeść długości około 11 cm lakierowana na czarno , z 7-8 ukośnymi karbowaniami bez metalowego oplotu. Jelec nie miał wąsów. Głownia i pochwa – jak w szablach wzoru oficerskiego.

## Szabla wz. 1917/1919 szeregowego kawalerii
Szabla tego typu przysługiwała szeregowym kawalerii i wprowadzone zostały do uzbrojenia Wojska Polskiego w 1919. Była masywniejsza niż szabla podoficerska, oprawy rękojeści bielone były cynkiem, trzony nie były lakierowane, jelce nie miały wąsów, a głownie były zawsze ciągnione w jedną bruzdę. Blaszane pochwy malowane były na zielono. W latach 1919–1921 uzbrojony był w nie Szwadron Naczelnego Wodza. Po wojnie polsko-bolszewickiej szable tego typu przekazano Policji Państwowej.